# Megachile ingens
Megachile ingens là một loài Hymenoptera trong họ Megachilidae. Loài này được Friese mô tả khoa học năm 1903.